# Río Arochete
El río Arochete, también llamado arroyo o barranco de Arochete, es un río del suroeste de la península ibérica perteneciente a la cuenca hidrográfica del Guadiana, que transcurre en su totalidad por el territorio del noroeste de la provincia de Huelva (España). 

## Curso
La cabecera del Arochete está formada por varios arroyos que descienden desde las sierras de la Torrecilla, del Castaño, del Pocito, de las Herrumbres y de Aroche. El río realiza un recorrido sinuoso de unos 10 km en sentido este-oeste a través del término municipal de Aroche hasta su desembocadura en el río Chanza, en el paraje de Los Llanos. 
En la cuenca del Arochete predominan los materiales cámbricos y devónicos como pizarras y lavas volcánicas. Las formaciones vegetales dominantes son el matorral, esclorófilos, quejigales y otras frondosas.